# Danderhall
Danderhall ist eine Ortschaft in der schottischen Council Area Midlothian. Sie liegt an der Nordgrenze der Region. Direkt westlich grenzt der Edinburgher Stadtteil Gilmerton an. Das Stadtzentrum befindet sich etwa sieben Kilometer nordwestlich.

## Geschichte
Wie zahlreiche Ortschaften im Norden Midlothians entwickelte sich Danderhall mit dem Kohlebergbau, dem in verschiedenen Bergwerken in der Umgebung teilweise noch bis in die 1990er Jahre nachgegangen wurde. Aus dem Niedergang des Kohlebergbaus folgten wirtschaftliche Schwierigkeiten für die kleine Gemeinde. Viele Gebäude des sozialen Wohnungsbaus prägen das Bild von Danderhall.
1951 wurden in Danderhall 1105 Einwohner gezählt. In den folgenden zwei Jahrzehnten stieg die Einwohnerzahl auf 3130 im Jahre 1971 an, bevor sie bis 1991 auf 2599 abfiel. Seitdem erholte sie sich leicht auf zuletzt 2732 im Jahre 2011.
1686 wurde außerhalb von Danderhall das Herrenhaus Woolmet House erbaut. Als Folge des extensiven Kohlebergbaus traten zu Beginn des 20. Jahrhunderts Risse am Mauerwerk auf. Das Gebäude wurde schließlich baufällig und musste 1954 abgebrochen werden.

## Verkehr
In direkter Umgebung von Edinburgh gelegen, ist Danderhall gut an das Fernstraßennetz angeschlossen. So verlaufen die Straßen A1, A7, A68, A720 und A772 in nur wenigen Kilometern Entfernung. Mit dem Flughafen Edinburgh befindet sich ein internationaler Verkehrsflughafen rund 15 km westlich. Danderhall besaß zu keinem Zeitpunkt einen eigenen Bahnhof. Mit dem Aufbau der Borders Railway in den 2010er Jahren wurde 2015 jedoch zwei Kilometer östlich der Bahnhof Shawfair eröffnet, welcher auch der infrastrukturellen Anbindung Danderhalls dienen soll.